# مقاطعة دورشستر (كارولاينا الجنوبية)
مقاطعة دورشستر هي مقاطعة في كارولاينا الجنوبية، بلغ عدد سكانها 136٬555  نسمة، في 2010، عاصمتها سانت جورج، تبلغ مساحتها 1٬494 كيلومتر مربع.

## الموقع
تشترك في الحدود مع:
- مقاطعة بيركلي (كارولينا الجنوبية)
- مقاطعة كوليتون (كارولاينا الجنوبية)
- مقاطعة تشارلستون (كارولينا الجنوبية)
- مقاطعة بامبرغ (كارولينا الجنوبية)
- مقاطعة أورانجبورغ.

## التقسيمات الإدارية
- سانت جورج.